# 568 a.C.

## Eventos
- 53a olimpíada: Hagnão de Pepareto, vencedor do estádio.[1]